# Tomka Miklós
Tomka Miklós (Budapest, 1941. április 13. – 2010. november 25.) vallásszociológus, egyetemi tanár, a szociológiai tudomány kandidátusa, az MTA doktora. Tomka Ferenc testvére.

## Gyermekkora és tanulmányai
Születése idején édesapja agrárközgazdász tisztviselő volt a Földművelési Minisztériumban, egészen 1948-ig, amikor a minisztériumból elbocsátották, mivel nem volt hajlandó aláírni a Mindszenty bíborost elítélő nyilatkozatot. Ezután műszaki rajzolóként kereste a kenyerét.
1951-ben kitelepítették az ötgyermekes családot Mádra, ahol a gyermek Miklós súlyosan megbetegedett. A kitelepítés 1953-as feloldása után néhány hónapot a tokaji szanatóriumban (gyógyiskolában) töltött, majd a család új lakóhelyén, Mogyoródon végezte az általános iskola hetedik osztályát, a nyolcadikat pedig Aszódon.
Bár a családot 1953-ban rehabilitálták, Miklóst származása miatt nem vették fel a helyi gimnáziumba. Így ő, akárcsak később három fiútestvére, a Pannonhalmi Bencés Gimnáziumban végezte a középiskolát. Későbbi visszaemlékezése szerint Pannonhalma „hallatlanul erős humán és társadalomtudományi műveltséget adott”, és megtanította a dolgokat összefüggésükben nézni, ami majdani szociológusi munkájában komoly segítséget jelentett. 1959-ben érettségizett.
Néhány hónap fizikai munka után termelőszövetkezeti könyvelő lett, és közben könyvelői tanfolyamot végzett.
1960-ban felvették a budapesti Közgazdaságtudományi Egyetemre. Az egyetemen főként a társadalomtudományok, köztük a demográfia és a statisztika foglalkoztatták. Ekkor ismerkedett meg jövendő feleségével, Mahnel Magdolnával, aki akkoriban NDK-állampolgárként Budapesten volt orvostanhallgató. Menyasszonya révén többször járt Kelet-Németországban, ahol nagy hatással volt rá az ottani élénk egyetemi egyházközségi élet, és az akkor még a magyarországinál szabadabb szellemi légkör és a modern katolicizmus.
Már egyetemistaként dolgozott az MTA Filozófiai Intézete Szociológiai Csoportjában (a később megalakuló Szociológiai Intézet elődjében) és a Szövetkezeti Kutatóintézetben.

## Tudományos pályája
Az egyetem elvégzése után (1964) első munkahelye a Szövetkezeti Kutatóintézet lett. Itt kezdett el behatóbban foglalkozni kisebbségkutatással, ezen belül mindenekelőtt a cigánykutatással és magánszorgalomból vallásszociológiával.
1968-tól a Magyar Rádióban megalakult Tömegkommunikációs Kutatóközpont (1988-tól Magyar Közvélemény-kutató Intézet) munkatársaként igen különböző témákban nagy mennyiségű kutatásban vett részt.
Közben 1966-ban szociológiából doktorált. 1977-ben kandidátusi fokozatot szerzett. A Bécsi Egyetem díszdoktorává fogadta 2001-ben. 2002-ben habilitált az Evangélikus Hittudományi Egyetemen.
Hosszabb külföldi tanulmányokat folytatott Brüsszelben és Leuvenben (1967, 1985), Leydenben (1977), Bielefeldben és Kölnben (1982, 1986), Oxfordban (1990) és Torinóban (1991).
A rendszerváltozás után, 1990-ben társalapítója lett az Országos Lelkipásztori Intézetnek. Az intézet keretében létrehozták a Katolikus Társadalomtudományi Akadémiát, ahová éveken keresztül több száz hallgató járt, ahol háromszáznál több hallgató kapott államilag elismert második diplomát, és ahol megalakították a Vallásszociológiai Központot, melynek két és fél évig igazgatója volt.
1992-től 2002-ig az MTA Filozófiai Intézetének a főmunkatársaként a Vallásfilozófiai Csoportot vezette. 2001-től a Pázmány Péter Katolikus Egyetem Bölcsészettudományi Kar Szociológiai Intézetének intézetvezető professzora volt 2009-ig, a Karnak pedig dékánhelyettese 2002-2006-ig.
A fentiek mellett megbízott oktató volt az ELTE-n (1974-1989), a pécsi JPTE-n, a Szegedi Hittudományi Főiskolán (1997-2002); kinevezett egyetemi tanár Bambergben (1988-1889), vendégelőadó Innsbruckban (1989), Salzburgban (1998), Kolozsvárott (2000). 2008-tól haláláig a Semmelweis Egyetem Mentálhigiéné Intézet Doktori Iskolájának témavezetője volt.

## Kutatási területei
Kelet- és kelet-középeurópai társadalmi változások; vallás- és egyházszociológia; értékkutatás; kommunikációkutatás.

## Szakmai tagságai
- A Nemzetközi Szociológiai Társaság (ISA) Vallásszociológiai Munkabizottság alelnöke (1978-1986)
- A Kelet Európai Vallásosság Kutatása Társaság (ISORECEA) alelnöke (1996-2001), majd elnöke (2001-2006)
- Az Európai Értékrend Vizsgálat projekt elnökségi tagja (1991-)
- A Nemzetközi Vallásszociológiai Társaság (SISR) elnökségi tagja (1992-2000)
- A Journal of Contemporary Religion szerkesztőségi tagja (1995-1997)
- A CONCILIUM nemzetközi teológiai társaság és folyóirat társigazgatója (1991-2004)
- A Drezdai Egyetem Hannah-Arendt-Institut für Totalitarismusforschung tudományos tanácsadója (2000-2005)

## Elismerései
- Széchenyi professzori ösztöndíj (1999-2002)
- Nyíri Tamás díj (1999)
- Pro Ecclesia Hungariae díj (2001)
- Horváth Mihály díj (2001)
- Akadémiai Doktor (2010)
- Rákosmente díszpolgára (posztumusz) (2012)[9]

## Publikációi
20 önálló és 20 szerkesztett könyve és több mint 700 cikke jelent meg két tucat nyelven.
Főbb művei:
- Az általános fogyasztási és értékesítő szövetkezet társadalmi jellemvonásai Bp., Szövetkezeti Kutató Intézet, 1968
- A kisipari szövetkezeti tagság rétegződése, Bp., Szövetkezeti Kutató Int., 1972
- A pedagógusok a rádió és televízió pedagógiai munkájáról, Bp., MRT, 1972
- A tévénézés és a rádióhallgatás mértékének változási trendjei 1967-1972 között, Bp., [MRTTK], 1973
- Szövetkezeti tagok és állami vállalati dolgozók kapcsolata munkahelyükkel, véleménye munkahelyükről s munkahelyi kérdésekről : összehasonlító vizsgálat, Bp., Szövetkezeti Kutató Intézet, 1975, ISBN 963-7003-21-5
- Munkások tévénézése, rádióhallgatása, Bp., MRT, 1975
- Mai fiatalok és a vallás vidéken, Bp., Ifjúsági Lapkiadó, 1976
- Tomka M. (szerk.) :Vallásosság és szocialista tudat, Bp., 1977., 67 p., gépelt kézirat
- A vallási tudat szerkezete Bp., 1978., gépelt kézirat
- Akik nem rádióznak, nem tévéznek, Bp., Tömegkommunikációs Kutatóközpont, 1979
- Mit tudhatunk a késő esti rádiózásról? Bp., Tömegkomm. Kutatóközp., 1981
- Rádióhallgatás, tévénézés - egyéb tevékenységekkel egyidőben, Bp., Tömegkomm. Kut. Közp., 1981
- A szabad szombat értéke és felhasználása - néhány közvéleménykutatási adat alapján, Bp., Tömegkomm. Kutatóközp., 1983
- Vallásszociológia: szöveggyűjtemény, Bp., ELTE BTK Bp., Tankönyvkiadó, 1984; 2. kiadás 1986; 3. kiadás 1991
- Religion und Kirche in Ungarn : Ergebnisse religionssoziologischer Forschung 1969-1988, Wien; Ungarisches Kirchensoziologisches Institut, Institut für Kirchliche Sozialforschung, 1990
- Magyar katolicizmus, Budapest, Országos Lelkipásztori Intézet ; Katolikus Társadalomtudományi Akadémia, 1991 ISBN 963-00-1475-0
- Egyház és vallásosság a mai Magyarországon, Bp., Bp.i Műszaki Egyetem.,1994
- Csak katolikusoknak, Bp., Corvinus Kkt, 1995 ISBN 963-85403-2-X
- (más szerzőkkel együtt): Religion in den Reformländern Ost(Mittel)Europas, Ostfildern: Schwabenverlag, 1999 ISBN 3-7966-0939-2
- Gereben Ferenc és Vallásosság és nemzettudat: Vizsgálódások Erdélyben, Bp., JTMR Kerkai Jenő Egyházszociológiai Intézet, 2000 ISBN 963-00-2927-8
- (más szerzőkkel együtt): Religion im gesellschaftlichen Kontext Ost(Mittel)Europas, Ostfildern : Schwabenverlag, 2000 ISBN 3-7966-0974-0
- A legvallásosabb ország? Vallásosság Szatmárban, Erdélyben, Romániában, Bp., Timp Piliscsaba: PPKE BTK Szociológia Int., 2005 ISBN 963-9614-04-1
- Vallás és társadalom Magyarországon [tanulmányok], Bp. Piliscsaba : PPKE BTK Szociológiai Intézet : LOISIR Kft, 2006  helytelen ISBN kód: 978-963-9208-25-0
- Egyház a társadalomban: jegyzetek a keresztény társadalmi tanításhoz, Bp., Loisir Kft. Piliscsaba : PPKE BTK Szociológia Int., 2007 ISBN 978-963-9206-32-8
- (más szerzőkkel együtt): Religionen und Kirchen in Ost(Mittel)Europa: Entwicklungen seit der Wende, Wien, Bp., Loisir Kvk., 2008 ISBN 978-963-87583-6-1
- Religionen und Kirchen in Ost(Mittel)Europa : Entwicklungen seit der Wende Wien, Bp : Loisir Kft., 2008 ISBN 978-963-87583-6-1
- A vallás a modern világban. A szekularizáció értelmezése a szociológiában. Akadémiai doktori értekezés. 2010.
- Religiöser Wandel in Ungarn. Religion, Kirche und Sekten nach dem Kommunismus. Ostfildern, Matthias-Grünewald-Verlag, 2010 ISBN 978-3-7867-2838-2
- Expanding Religion. Religious Revival in Post-Communist Central and Eastern Europe. Berlin, De Gruyter, Jan. 2011. ISBN 978-3-11-022815-1

Tomka Miklós publikációs listája az MTA honlapján. Hozzáférés: 2013. május 12.